# 상원동 미사일 기지
상원동 미사일 기지는 조선민주주의인민공화국이 설치한 25개의 탄도 미사일 기지 중의 하나이다. 평양직할시 상원군에 위치하고 있다. 대한민국 서울특별시에서 약 168km 떨어져 있다. 이 곳에서 발사된 북한의 스커드 미사일은 4분만에 서울에 떨어질 수 있을 것으로 대한민국 정보당국은 평가하고 있다.
대한민국은 2012년까지 한국형 미사일 방어 체제로 평가받는 작전통제소(AMD-Cell)를 구축하고 있다.

## 같이 보기
- 지하리 미사일 기지
- 옥평 미사일 기지
- 신상리 미사일 기지